# Plagiá (ort i Grekland, Nordegeiska öarna)
Plagiá är en ort i Grekland.   Den ligger i prefekturen Nomós Lésvou och regionen Nordegeiska öarna, i den östra delen av landet, 260 km öster om huvudstaden Aten. Plagiá ligger 39 meter över havet och antalet invånare är 529. Den ligger på ön Lesbos.
Terrängen runt Plagiá är huvudsakligen kuperad, men åt sydost är den platt. Havet är nära Plagiá söderut.  Närmaste större samhälle är Mytilene, 19,7 km nordost om Plagiá. 